# The Bold and the Brave
The Bold and the Brave és una pel·lícula estatunidenca dirigida per Lewis R. Foster, estrenada el 1956.

## Argument
Un batalló de soldats estatunidencs recorre Itàlia durant 1944, amb la Segona Guerra Mundial a punt de finalitzar. Durant el seu camí trobaran tota mena de personatges marginals i dificultats diverses. Una clàssica història de guerra que intenta explicar els sofriments i actituds dels soldats sota una important pressió psicològica.

## Repartiment
- Wendell Corey: Fairchild
- Mickey Rooney: Dooley
- Don Taylor: Preacher
- Nicole Maurey: Fiamma
- John Smith: Smith
- Race Gentry: Hendricks
- Tara Summers: Tina

## Premis i nominacions
L'any 1957 la pel·lícula va estar nominada als Oscars als millors actor secundari (Mickey Rooney) i  guió original (Robert Lewin).